# Едуардо Мендоса
Едуа́рдо Мендо́са (ісп. Eduardo Mendoza, повне ім'я: Едуардо Мендоса-і-Ґарріга кат. Eduardo Mendoza i Garriga; *11 січня 1943, Барселона, Іспанія) — іспанський каталонський письменник; пише іспанською та каталанською мовами. Хоча його основним літературним жанром є роман, Мендоса також пише есе та оповідання. У 2010 році отримав премію Planeta за роман «Riña de gato. Madrid 1936» і премію Сервантеса в 2016 році.

## Біографія і творчість
Едуардо Мендоса-і-Ґарріґа народився в Барселоні 11 січня 1943 року (період диктатури Франциско Франко і утиску громадських і політичних прав і свобод, в т.ч. і Каталонії). 
У 1-й пол. 1960-х рр. вивчав право.
У період з 1973 по 1982 роки жив у Нью-Йорку, працюючи перекладачем при ООН.
У 1975 році Е.Мендоса опублікував свій перший роман, який здобув популярність — «Правда про справу Савольти» (ісп. La verdad sobre el caso Savolta), у якому показав здатність використовувати різноманітні джерела і літературні стилі. Твір вважається предвісником соціальних змін у постфранківському суспільстві Іспанії, взірцем літератури перехідного (до громадянського суспільства) періоду. У романі змальовано соціальні конфлікти від поч. ХХ ст. на тлі картин соціальних, культурних і економічних реалій тогочасного життя в Барселоні. За рік твір було нагороджено премією іспанських літературних критиків.
Едуардо Мендоса по праву вважається «співцем Барселони», адже найвідоміший його твір — «Місто дивовиж» (ісп. La ciudad de los prodigios, 1986) цілком присвячене соціальній та урбаністичній еволюції Барселони в період між Всесвітньою Виставкою 1888 року і 1929 роком.
В 1996 році письменник надрукував свій третій роман, присвячений Барселоні (цього разу події розгортаються в 1940-і рр.), — «Легка комедія» (ісп. Una comedia ligera). 
Перу Мендоси також належить детективна трилогія, об'єднана спільним персонажем — детективом, замкненим у психлікарні на ім'я Серафімо (Ceferino, 1979—2002).
У 1990 році роботою «Реставрація» (кат. Restauració) письменник дебютував у каталаномовній літературі, згодом здійснивши автопереклад на іспанську. 
У 1995 році Едуардо Мендосу нагороджено орденом Жанаралітату Каталонії «Хрестом Святого Георгія».

## Твори
- 1975: La verdad sobre el caso Savolta
- 1979: El misterio de la cripta embrujada
- 1982: El laberinto de las aceitunas
- 1986: La ciudad de los prodigios
- 1989: La isla inaudita
- 1990: Немає звісток від Ґурба / Sin noticias de Gurb (у газеті El País)
- 1990: Restauració
- 1992: El año del diluvio
- 1996: Una comedia ligera
- 2001: La aventura del tocador de señoras
- 2001: El último trayecto de Horacio Dos (en El País)
- 2001: Baroja, la contradicción (ensayo biográfico)
- 2003: Barcelona modernista
- 2005: Mauricio o las elecciones primarias
- 2008: El asombroso viaje de Pomponio Flato

Радянські переклади
Ще за СРСР видано декілька перекладів творів Е.Мендоси російською:
- Мендоса Э. Правда о деле Савольты. Роман. Пер. с исп., М.: «Художественная литература», 1985, 336 стор.
- Мендоса Э. Город чудес. Пер. с исп., М.: «Радуга», 1989, 428 стор.